# کوتیکوک، کبک
کوتیکوک (به فرانسوی: Coaticook) شهرکی در منطقه شهری کوتیکوک ناحیه استری در استان کبک کانادا است. در سرشماری سال ۲۰۱۱ این شهرک ۹٬۲۵۳ نفر جمعیت داشته‌است و مساحت آن ۲۱۸٫۸۹ کیلومتر مربع است.